# Nusa (Schiff, 1914)
Nusa war eine deutsche Dampfyacht im Dienst des Kaiserlichen Gouvernements Deutsch-Neuguinea. 1914 wurde sie australische Kriegsbeute und als HMAS Nusa in Dienst gestellt. Das Endschicksal ist unbekannt.

## Geschichte
Am 16. April 1914 trat die Nusa in Tsingtau unter Begleitung der Titania und des Peilboot III die Fahrt nach Rabaul an. Die Überführungsfahrt verlief über Nagasaki und Tanegashima (Japan), Saipan (Marianen) und Olol (Karolinen). Die Nusa wurde am 10. Mai 1914, kurz vor dem Ausbruch des Ersten Weltkriegs, vom Gouvernement übernommen. Das Schiff diente dem Landesfiscus Deutsch-Neuguinea in Rabaul als Stationsdampfer. Sie war nach der Insel Nusa bei Kavieng auf Neumecklenburg benannt. Bereedert wurde das Schiff vom Norddeutschen Lloyd. Als Stationsdampfer führte die Nusa die so genannte Reichskolonialflagge des Reichskolonialamts. Am 13. September 1914 wurde die Yacht vom Australischen Expeditionskorps (Australian Naval and Military Expeditionary Force = AN&MEF) bzw. der Royal Australian Navy beschlagnahmt und als HMSA Nusa in Dienst gestellt.
Am 9. Oktober 1914 war die Nusa an der Aufbringung der deutschen Regierungsyacht Komet in Komethafen beteiligt. Anschließend diente sie bis in den Zweiten Weltkrieg hinein den australischen Besatzungs- bzw. Verwaltungsbehörden. Ihr Endschicksal ist unbekannt.